# Henryk Fryderyk zu Hohenlohe-Langenburg

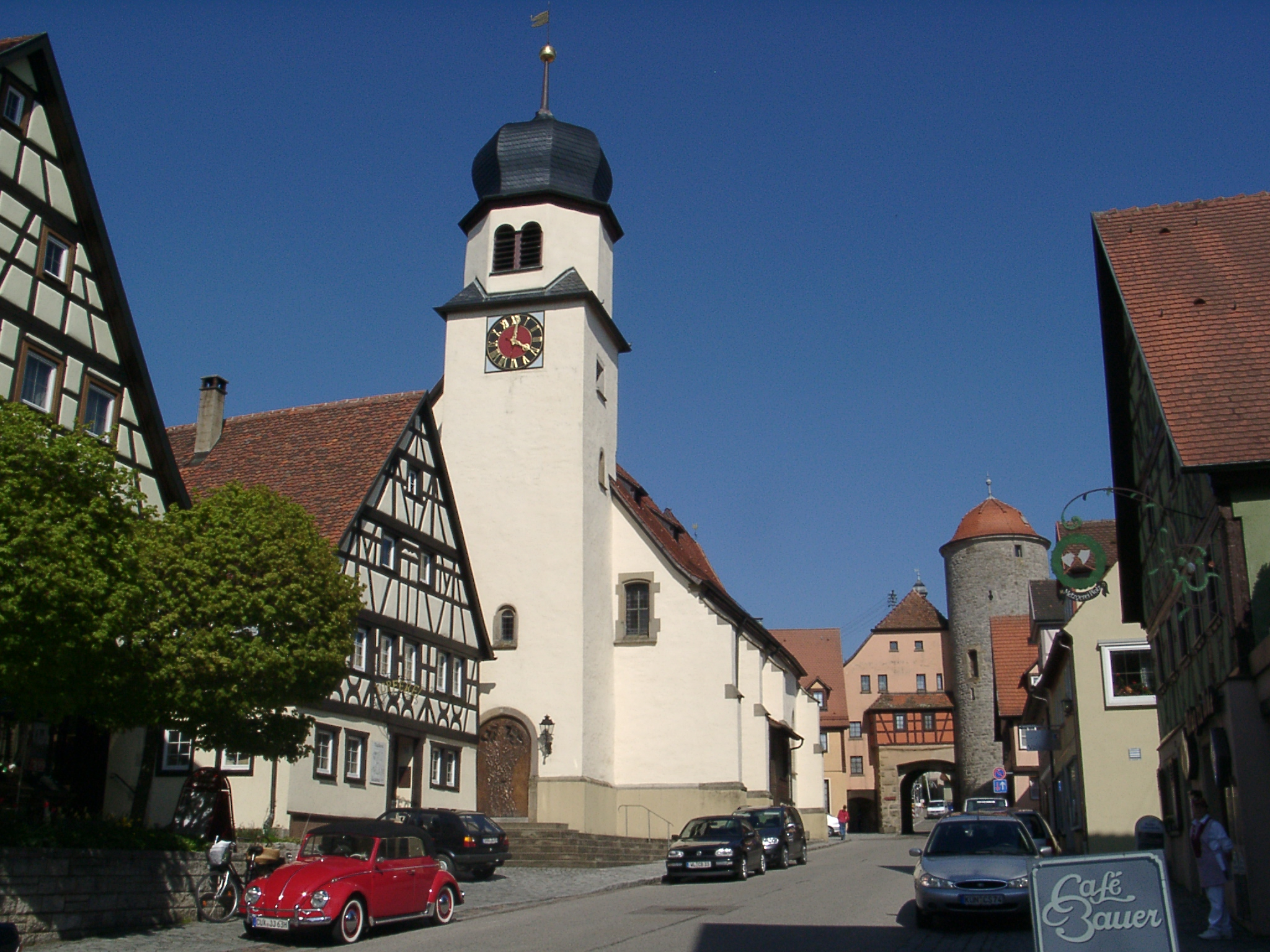
Główna ulica w Langenburgu – widoczny kościół ewangelicki z dzwonnicą wybudowaną na polecenie grafa.

Henryk Fryderyk zu Hohenlohe-Langenburg, niem.: Heinrich Friedrich, Graf zu Hohenlohe-Langenburg (ur. 5 września 1625 w Langenburgu – zm. 5 sierpnia 1699 tamże) – graf Hohenlohe-Langenburg, syn hrabiego SRI Filipa Ernesta i jego żony Anny (Anna Maria zu Solms-Sonnenwalde).
Był głową rodziny Hohenlohe-Langenburg. W Langenburgu ufundował stojącą do dziś dzwonnicę kościoła farnego i cztery dzwony. Głównym celem jego polityki w hrabstwie była skuteczna konsolidacja państwa po zniszczeniach wojny trzydziestoletniej i redukcja długu publicznego.

## Życie prywatne
- 25 stycznia 1652 poślubił hrabiankę Eleonorę Magdalenę von Weikersheim (Eleonore Magdalene von Hohenlohe-Weikersheim, 1635–1657), córkę swego stryja hr. Jerzego Fryderyka von Hohenlohe-Neuenstein-Weikersheim (Georg Friedrich von Hohenlohe-Neuenstein-Weikersheim, 1569–1645). Mieli czworo dzieci:

1. Zofia Maria (Sophia Maria, */† 1653)
2. Filip Albert Fryderyk (Philipp Albrecht Friederich, */† 1654)
3. Maria Magdalena (*/† 1655)
4. Ernest Eberhard Fryderyk (Ernst Eberhard Friedrich, 1656–1671)

- 5 lipca 1658 ożenił się z hrabianką Julianną Dorotą zu Castell-Remlingen (Juliana Dorothea zu Castell-Remlingen, 1640–1706). Z tego związku narodziło się szesnaścioro dzieci:

1. Albrecht Wolfgang (1659–1715)
2. Krystyna Julianna (Christina Juliana, */† 1661)
3. Ludwik Krystian (Ludwig Christian, 1662–1663)
4. Filip Fryderyk (Philipp Friedrich, 1664–1666)
5. Zofia Krystyna Dorota (Sophia Christiana Dorothea, */† 1666)
6. Luiza Szarlotta (Luise Charlotte, 1667–1747), żona grafa Ludwika Gotfryda von Hohenlohe-Waldenburg (Ludwig Gottfried von Hohenlohe-Waldenburg, 1668–1728)
7. Krystian Kraft (Christian Kraft, 1668–1743)
8. Eleonora Juliana (1669–1730), ż. grafa Jana Ernesta von Hohenlohe-Öhringen (Johann Ernst von Hohenlohe-Öhringen, 1670–1702)
9. Maria Magdalena (1670–1671)
10. Fryderyk Eberhard (Friedrich Eberhard, 1672–1737),  mąż od 1701 r. Fryderyki Albertyny zu Erbach-Fürstenau (Friederike Albertine zu Erbach-Fürstenau, 1683–1709); następnie od 1709: Augusty Zofii von Württemberg (Auguste Sofie von Württemberg, 1691–1743)
11. Joanna Zofia (Johanna Sophia, 1673–1743), żona grafa Fryderyka Krystiana Schaumburg-Lippe (1655–1728)
12. Krystyna Maria (Christina Maria, 1675–1718), zakonnica w Gandersheim
13. Maurycy Ludwik (Moritz Ludwig, 1676–1679)
14. Augusta Dorota (Augusta Dorothea, 1678–1740), żona grafa Henryka XI Reussa zu Schleiz (Heinrich XI. Graf Reuss zu Schleiz, 1669–1726)
15. Filipa Henrietta (Philippine Henriette, 1679–1751), żona grafa Ludwika Krafta von Nassau-Saarbrücken (Ludwig Kraft von Nassau-Saarbrücken, 1663–1713)
16. Ernestyna Elżbieta (Ernestina Elisabetha, 1680–1721)